# رو فان در هار
رو فان در هار (هلندی: Ru van der Haar; ۶ اکتبر ۱۹۱۳ – ۱۵ مهٔ ۱۹۴۳) بازیکن هاکی روی چمن اهل هلند بود.